# HAL 9000
A HAL 9000 (vagy egyszerűen csak HAL) egy fiktív mesterséges intelligencia karaktere és fő antagonistája Arthur C. Clarke Űrodüsszeia sorozatának. A HAL (Heurisztikusan programozott algoritmikus számítógép) az 1968-as 2001: Űrodüsszeia című filmben jelenik meg először, és egy érző mesterséges általános intelligenciájú számítógép, amely a Discovery One űrhajó rendszereit irányítja, és a hajó űrhajós legénységével lép kapcsolatba. Bár a HAL hardverének egy része a film vége felé látható, többnyire egy piros és sárga pontot tartalmazó kamera lencseként ábrázolják, és ilyen egységek találhatók az egész hajón. HAL 9000 hangját Douglas Rain adja az Űrodüsszeia-sorozat két játékfilmes adaptációjában. HAL lágy, nyugodt hangon és társalgási stílusban beszél, ellentétben a legénység tagjaival, David Bowmannel és Frank Poole-lal.
A filmben HAL 1992. január 12-én kezdte meg működését az Illinois állambeli Urbanában található HAL Laboratóriumban, a 3-as számú gyártmányként. Az aktiválás éve a korábbi forgatókönyvekben 1991 volt, a filmmel együtt írt és kiadott Clarke-regényben pedig 1997-re módosult. A Discovery One űrhajó rendszereinek karbantartása mellett a Jupiterhez (vagy a regényben a Szaturnuszhoz) tartó bolygóközi küldetés során a HAL képes volt beszédszintézisre, beszédfelismerésre, arcfelismerésre, természetes nyelvi feldolgozásra, szájról olvasásra, művészetértékelésre, érzelmi viselkedés értelmezésére, automatikus következtetésre, űrhajóvezetésre és számítógépes sakkozásra.

## Technológia
A jelenetet, amelyben HAL tudata leépül, Clarke emlékezete ihlette John Larry Kelly, Jr. fizikus beszédszintetizáló bemutatójáról, aki egy IBM 704-es számítógépet használt beszédszintetizáláshoz. Kelly hangrögzítő szintetizátoros vokóderével újraalkotta a "Daisy Bell" című dalt, Max Mathews zenei kíséretével.
A HAL képességei, mint a 2001: Űrodüsszeiában szereplő összes technológia, elismert tudósok spekulációin alapultak. Marvin Minsky, az MIT Computer Science and Artificial Intelligence Laboratory (CSAIL) igazgatója és a terület egyik legbefolyásosabb kutatója tanácsadó volt a film forgatásán. Az 1960-as évek közepén a mesterséges intelligencia területén dolgozó számos informatikus optimista volt, hogy néhány évtizeden belül a HAL képességeivel rendelkező gépek létezni fognak. Herbert A. Simon, a Carnegie Mellon Egyetem mesterséges intelligencia úttörője például 1965-ben azt jósolta, hogy "a gépek húsz éven belül képesek lesznek minden olyan munkát elvégezni, amit egy ember is képes elvégezni".